# جام خیریه انگلستان ۱۹۷۱
 جام خیریه انگلستان ۱۹۷۱ ، ۴۹امین رقابت سالانه مابین قهرمانان لیگ دسته اول فوتبال انگلستان و جام حذفی فوتبال انگلستان است. 
این مسابقه در تاریخ ۷ آگوست ۱۹۷۱ مابین تیم‌های لیورپول و لستر سیتی در ورزشگاه فیلبرت استریت لستر برگزار شده‌است. 
تیم لستر سیتی در این مسابقه با نتیجه یک بر صفر به پیروزی رسید.

## جزئیات مسابقه
| لیورپول | ۰ – ۱ | لستر سیتی |
| ------- | ----- | --------- |
|         |       | ویتوورث   |